# Žlutá řeka
Žlutá řeka (tibetsky རྨ་ཆུ་, Mačhu,  výslovnost, čínsky v českém přepisu Chuang-che, pchin-jinem Huáng Hé, znaky zjednodušené 黄河, tradiční 黃河) je řeka na východě ČLR, s délkou 5464 km druhý nejdelší tok této země. Povodí má rozlohu 752 000 km². Název Žlutá řeka, poprvé doložený před dvěma tisíciletími v období dynastie Chan, výstižně charakterizuje zbarvení řeky způsobené unášenou zeminou. Střední a dolní povodí Žluté řeky je kolébkou čínské civilizace.

## Průběh toku

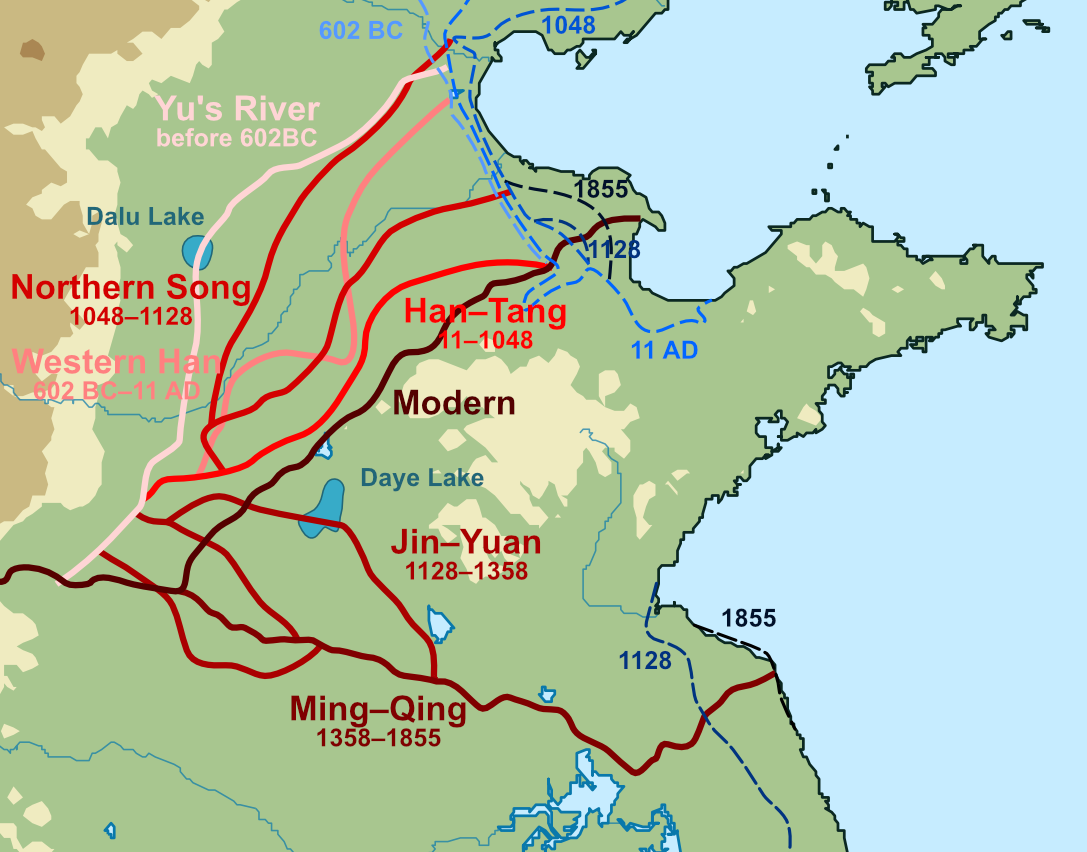
Změny dolního toku v historické době

Žlutá řeka počíná svůj tok v provincii Čching-chaj na Tibetské náhorní plošině v nadmořské výšce 4800 m pod horou Jagra Dagze na severním úbočí pohoří Bajan Char (východní část horského pásma Kchun-lun). Na horním toku protíná kotlinu Odon Tala a protéká velkými jezery Gyaring a Ngoring. Na tomto úseku dosahuje průměrného spádu 10 ‰ a klikatí se soutěskami mezi jihovýchodními výběžky Kchun-lunu a Nanyšanu, přičemž vytváří peřeje a vodopády. Nad Lan-čou je zadržena přehradou Liou-ťia-sia (1968) a výrazně zmnožuje svůj průtok o vody řek Tchao a Chuang a opouští hory jako velká horská řeka s bouřlivým tokem. Stáčí se k severu a vytváří mohutný oblouk. Nejprve teče na sever po západním okraji pusté plošiny Ordos, poté na východ přes rovinu Che-tao a nakonec za Pao-tchou zpět na jih přes Sprašovou plošinu, kterou silně eroduje, když se prodírá až několik set metrů mocnými sprašovými vrstvami. Střídají se zde hluboká úzká údolí a jejich rozšíření. V místě přiléhavě zvaném Chu-kchou neboli Hrdlo konvice (壶口, Húkǒu) vytváří působivé peřeje. Tok se zde mezi skalami zužuje z 500 na necelých 50 m a propadá se vodopádem o 17 m níže. V těchto polopouštních a stepním úsecích, jež jsou dlouhé přibližně 2000 km se vodnost řeky zvyšuje jen nevýznamně a na severu, kde se voda využívá na zavlažování a ztrácí průsaky dokonce klesá. 
Na středním toku je spád v průměru 0,74 ‰. Přijímá Wu-ding-che, Wej-che a Fen-che, které také obsahují mnoho nánosů a mají žlutou barvu. U Tchung-kuanu, kde přijímá řeku Wej a obrací se o 90° k východu, protéká v pohoří Šan-sia údolím San-men-sia, tj. Tři brány (三门峡 Sānménxiá) s mohutnou přehradou stejného jména (1960), následuje nová přehrada Siao-lang-ti (2000). 
Posledních 700 km protéká Velkou čínskou rovinou, kde míjí starobylé město Luo-jang, od Čeng-čou a Kchaj-fengu pak pozvolna (spád dolního toku činí 0,12 ‰) teče širou náplavovou rovinou k severovýchodu skrze město Ťi-nan a vylévá se mohutnou deltou do zálivu Pochaj.

### Změny průběhu dolního toku a ústí
V ploché krajině dolního toku změnila po protržení hrází řeka za posledních 4000 let přibližně dvacetkrát dramaticky svůj běh, přičemž sedm povodní mělo katastrofální důsledky. Z toho důvodu se řeka nazývá „Hoře Číny“. V nejstarších dobách do roku 602 př. n. l. tekla od dnešního Čeng-čou podél východního úpatí hor téměř k severu. Poté měnila svůj tok v letech 11, 893, 1048 a 1194, kdy probíhala zhruba v dnešním směru, ale o něco severněji. Výrazné změny nastaly v letech 1289 a 1324, kdy Žlutá řeka obrátila od Kchaj-fengu svůj tok k jihovýchodu a spolu s řekou Chuaj se vlévala do moře jižně od Šantungského poloostrova. Od roku 1853 teče v nynějším korytě vyjma krátkého období let 1938 až 1947, kdy v důsledku vyhození hrází do vzduchu za války vtékala do moře jižně od Šantungského poloostrova.

## Vodní režim

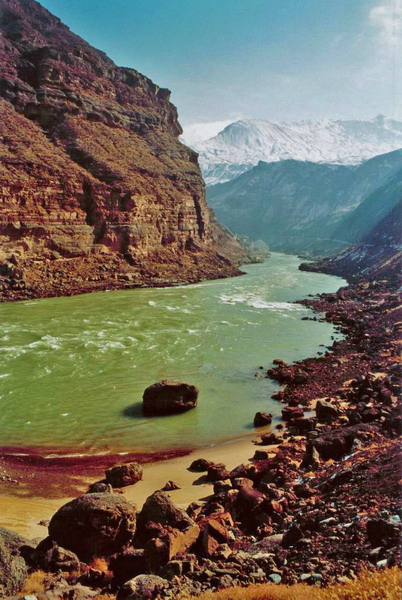
Řeka poblíž Xunhua, Čching-chaj.

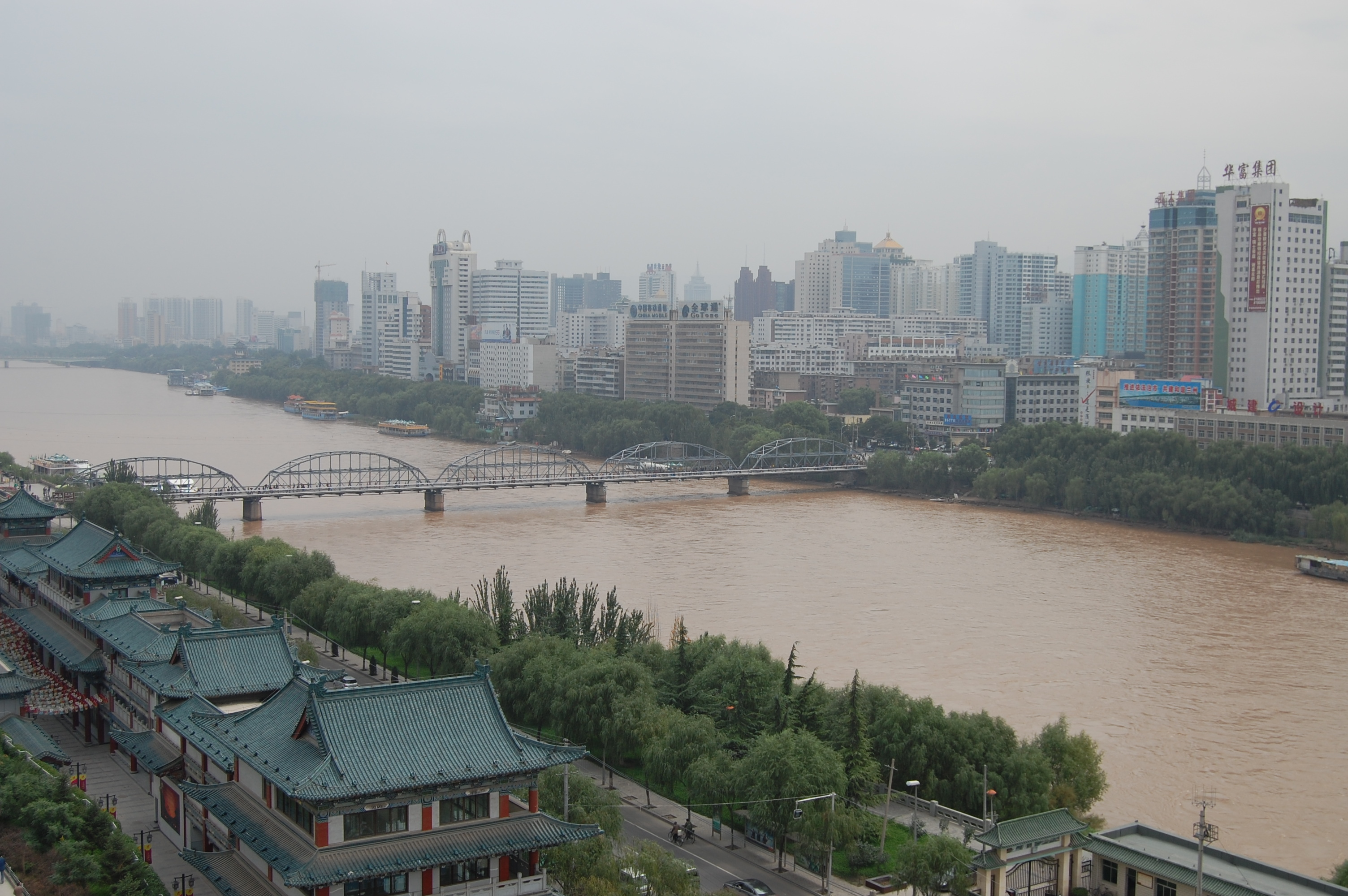
Žlutá řeka ve městě Lan-čou

Zdrojem vody jsou převážně dešťové srážky a v horské části povodí i sněhové. Ač není Žlutá řeka o mnoho kratší než Jang-c’-ťiang, vodností se jí zdaleka rovnat nemůže. Příčina tkví v tom, že velká část ze 752 000 km² rozlehlého povodí Žluté řeky připadá na oblasti neoplývající srážkami. Průtok Žluté řeky je dosti nepravidelný, u ústí se pohybuje kolem 1500 až 2000 m³/s. Postupně podél toku činí u Lan-čou 1105 m³/s, u Pao-tchou 818 m³/s a u Le-kchou 1500 m³/s. Nejvyšších vodních stavů dosahuje v červenci a v srpnu v období monzunů. Maximální průtok na dolním toku dosahuje v průběhu běžného roku 22 000 m³/s a při katastrofálních povodních až 30 000 m³/s. Roční odtok činí 50 km³. Během povodní stoupá hladina v soutěskách o 10 až 20 m a na rovinách o 4 až 5 m. V zimě má řeka vody nejméně a zamrzá na středním toku na 2 až 3 měsíce a na dolním toku na 2 až 3 týdny. V současnosti (2010) kvůli nedostatku vody řeka obvykle v létě vysychá 800 kilometrů před ústím do moře. Výjimečným fenoménem, který dal řece jméno je však vysoký obsah částic zeminy unášených vodou. Průměrný obsah plavenin činí 36 kg/m³, což je zdaleka nejvíce ze všech světových řek. Nárazovitě přitom tyto hodnoty mohou dosáhnout až 600 kg/m³! Každým rokem tak řeka přemístí 1,5 miliardy tun materiálu. Z tohoto množství přibližně tři čtvrtiny odplývají do Pochajského zálivu, který se tak rok od roku zmenšuje o 290 m. Zbylá jedna čtvrtina plavenin se ukládá na dolním toku, kde jednak zanáší přehrady, a za druhé každým rokem zvyšuje úroveň říčního dna o několik centimetrů. Důsledkem je, že řeka sevřená v průběhu staletí navyšovanými ochrannými hrázemi, teče 3 až 10 m nad úrovní okolní krajiny. Hráze vysoké 5 až 12 m dosahují včetně přítoků délky 5000 km.

### Povodně
Pokud dojde k jejímu vytržení se z hrází, škody na lidských životech a majetku jsou nedozírné. Kupříkladu povodně v letech 1887 a 1931 si každá vyžádala přes milion obětí, což je činí nejhoršími živelními pohromami v moderních dějinách lidstva. Za čínsko-japonské války dalo roku 1938 kuomintangské vedení v zoufalém pokusu o zastavení japonského postupu vyhodit hráze do povětří. Výsledkem bylo tehdy přes půl milionu mrtvých.

## Využití
Využívá se ve velké míře na zavlažování na rovině Che-tchao a na dolním toku. Vodní doprava je možná v délce 790 km především ve Velké čínské rovině. Na řece byly vybudovány přehradní nádrže s vodními elektrárnami (San-men-sia, Liou-ťia-sia). Povodí řeky patří k hustě osídleným oblastem ČLR. Na řece leží města Lan-čou, Jin-čchuan, Pao-tchou, Čeng-čou, Kaj-feng, Ťi-nan. Od polohy při Žluté řece odvozují svůj název provincie Che-pej a Che-nan – doslova „Severně řeky“ a „Jižně řeky“.